# Juan de Padilla (doncel de Fresdeval)

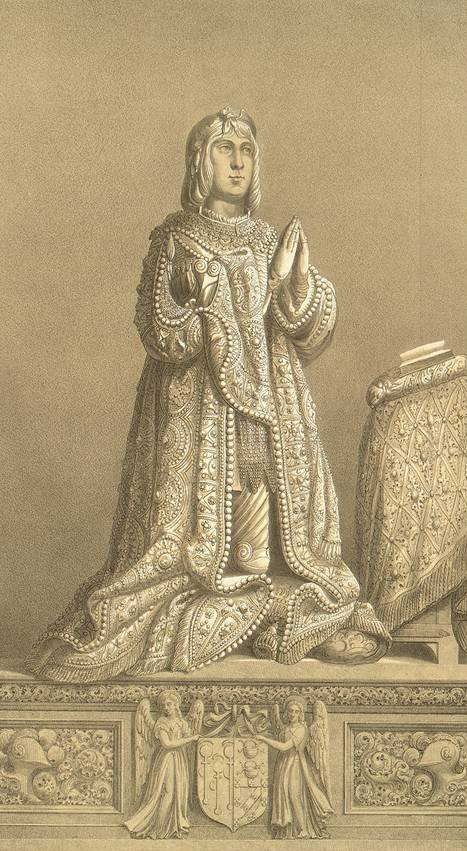
Juan de Padilla en la Iconografía española de Valentín Carderera

Juan de Padilla y Pacheco (c. 1470-Vega de Granada, 16 de mayo de 1491) fue un militar y noble castellano, doncel de la reina Isabel la Católica.

## Biografía

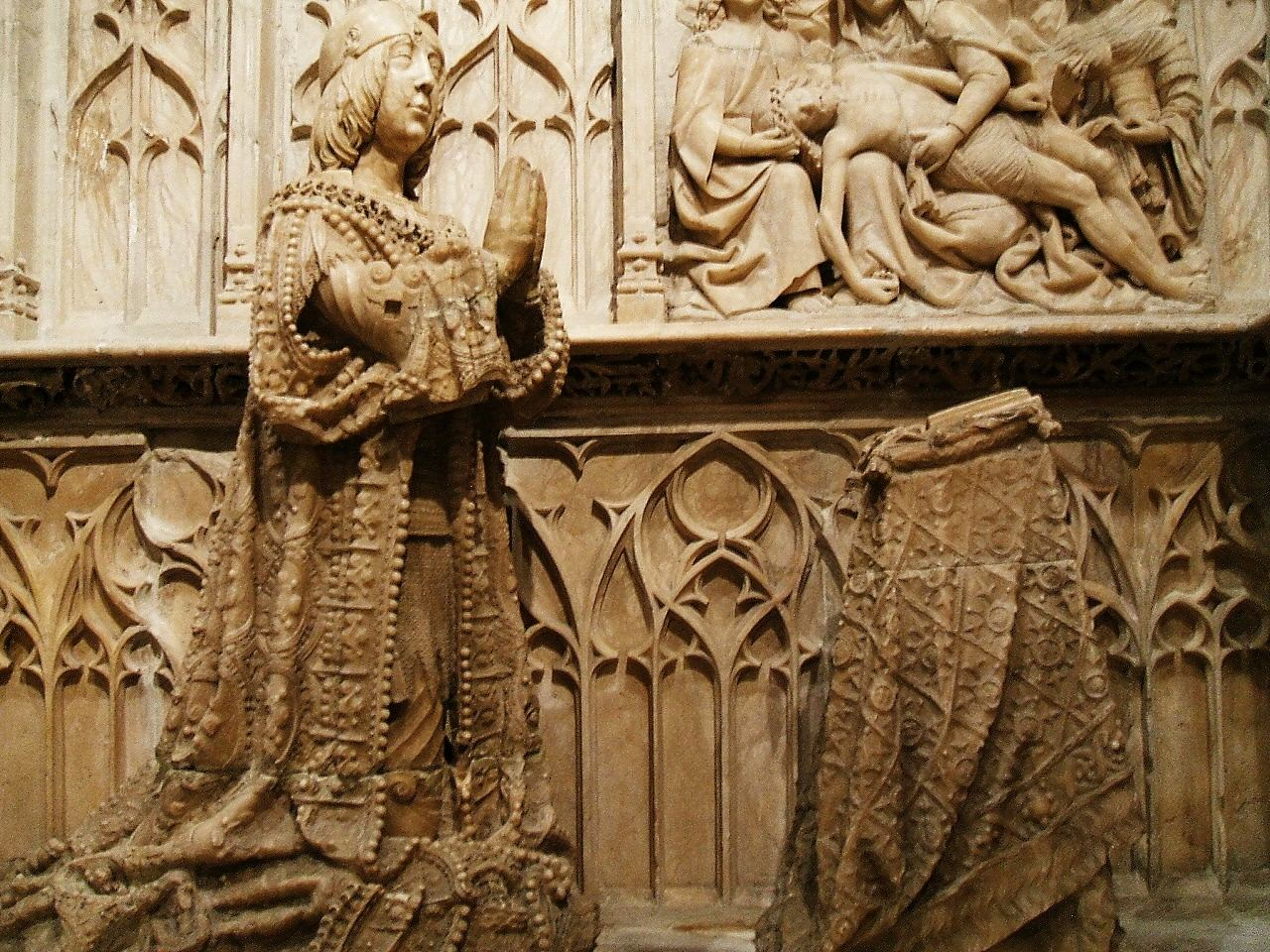
Monumento sepulcral de Juan de Padilla.

Era primogénito de los condes de Santa Gadea del Cid, ambos pertenecientes a la alta nobleza castellana: su padre, Pedro López de Padilla, descendiente de los Padilla y de los Manrique (o casa de Lara),y su madre, Isabel de Pacheco, hija del marqués de Villena (Juan Pacheco).
No debe ser confundido con el líder comunero Juan de Padilla y Guzmán, ni con otros personajes homónimos. También puede confundírsele, por su condición de doncel y las románticas circunstancias de su muerte en plena juventud durante la Guerra de Granada, con el denominado «Doncel de Sigüenza», Martín Vázquez de Arce. Ambos han pasado a la historia fundamentalmente por su monumento sepulcral.
El sepulcro de Juan de Padilla se construyó en el monasterio de Fresdelval por el escultor Gil de Siloé aunque, actualmente, se conserva en el Museo de Burgos. Es comparable al monumento sepulcral del príncipe Alfonso de Castilla, el hermano menor de la reina, en el mausoleo de Juan II de Castilla de la también burgalesa Cartuja de Miraflores.
Doncel de la reina Isabel, quien le mostró especial consideración, llamándole «el mi loco», por su temeridad.Por ello mandó expresamente que se le enterrara en Fresdelval,donde se encontraba el panteón fundado por los Manrique, con quien los Padilla habían entroncando. Cabe destacar que participó activamente en la Guerra de Granada, donde falleció en el curso de una acción en la Vega de Granada el 16 de mayo de 1491, con tan solo 21 años de edad.